# Susan Laird

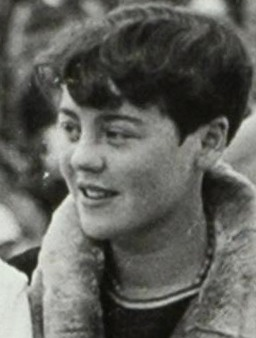
Susan Laird (1928)

Susanne „Susan“ Laird, nach Heirat Susan Scavey, (* 18. Juli 1908 in Homestead, Pennsylvania; † 7. November 1933 in Pittsburgh, Pennsylvania) war eine Schwimmerin aus den Vereinigten Staaten.

## Karriere
Susan Laird vom Carnegie Library Athletic Club in Homestead hatte nach einer Erkrankung mit Chorea minor mit dem Schwimmsport begonnen.
Bei den Olympischen Spielen 1928 in Amsterdam fand zunächst der Wettbewerb in der 4-mal-100-Meter-Freistilstaffel statt. Im Vorlauf schwammen Adelaide Lambert, Josephine McKim, Susan Laird und Albina Osipowich in 4:55,6 Minuten einen neuen Weltrekord. Im Finale verbesserten Adelaide Lambert, Albina Osipowich, Eleanor Garatti und Martha Norelius den Weltrekord auf 4:47,6 Minuten und gewannen die Goldmedaille mit 15 Sekunden Vorsprung vor den Britinnen. Gemäß den damals gültigen Regeln erhielten Schwimmerinnen, die nur im Vorlauf eingesetzt wurden, keine Medaille. Laird nahm auch am Wettbewerb über 100 Meter Freistil teil. Hier siegte Osipowich vor Garatti und zwei Britinnen, Susan Laird belegte in 1:14,6 Minuten den fünften Platz.
1930 schloss Laird ihr Studium an der Temple University ab und wurde Sportlehrerin an der Homestead High School. Im Alter von 25 Jahren starb sie nach einer seltenen Blutkrankheit an einer Lungenentzündung.